# بخش بیشنوپور
بخش بیشنوپور (به انگلیسی: Bishnupur district) یک منطقهٔ مسکونی در هند است که در مانیپور واقع شده‌است. بخش بیشنوپور ۴۹۶ کیلومتر مربع مساحت و ۲۳۷٬۳۹۹ نفر جمعیت دارد.